# Offloading computacional
Em ciência da computação, offloading computacional se refere à transferência de processamentos computacionais para uma plataforma externa como um cluster de computadores, grid computacional, ou uma nuvem‘’. Offloading pode ser necessário devido às limitações de hardware e gasto de energia nos dispositivos móveis. Essas computações intensivas podem ser usadas em inteligência artificial, visão computacional, rastreamento de objetos, sistemas de suporte à decisão, big data, entre outros.